# Jean-Pierre Peyraud
Pour les articles homonymes, voir Peyraud.
Jean-Pierre Peyraud est un banquier français né à Paris le 19 décembre 1913 et mort à Arles le 29 août 2003.

## Biographie
Né en 1913, Jean-Pierre Peyraud a été PDG de la Banque Rivaud, où il a développé une activité de banque privée pour le compte de Jean de Beaumont. Passionné de Bourse, il fut le créateur de nombreux clubs d'investissement. Il a monté en 1979 un pool d’investisseurs soutenant la tentative réussi du journaliste Bruno Bertez pour prendre le contrôle de l’hebdomadaire financier La Vie française. L'opération réussie, Bruno Bertez le nomme président du journal boursier.
Celui que Jean Cocteau appelait « Monsieur Téléphone » (l'artiste avait un frère agent de change, ami de Jean-Pierre Peyraud), qui avait d'ailleurs largement participé au financement de certains de ses films (comme Le Testament d'Orphée en 1960) était passionné d'information économique et financière. Visionnaire, fin stratège, il a toute sa vie investi à long terme dans des sociétés auxquelles il croyait : Bertin (du nom de l'ingénieur Jean Bertin), Pathé, Axa (il a assisté aux débuts de Claude Bébéar).
Jean-Pierre Peyraud fut aussi administrateur du prestigieux Trianon Palace, à Versailles, dont il détient un tiers des actions, aux côtés d'Olivier Giscard d'Estaing, dont l'un des amis, le spécialiste de l'hôtellerie, Roger Godino, promoteur de la station de ski des Arcs, est aussi administrateur. L'hôtel devient ensuite propriété de la secte Moon, qui en a acquis la majorité des parts fin 1984, par sympathisants interposés, grâce à une société appartenant à l'un des dignitaires de la secte, José Maria Chaves.
Jean-Pierre Peyraud se retrouve ensuite parmi les quatre prévenus dans l'enquête de la justice sur l'affaire de la Société générale, ayant encaissé une plus-value de 5,3 millions d'euros, enquête dans laquelle sont aussi cités Jean et Jean-Claude Foureau, qui ont travaillé à la Banque Rivaud, avant de diriger une société de portefeuilles, Finance Capital. L'une de ses sociétés, Trianon Finances, participe à l'offensive de 1988 contre la banque.
À l'automne 2002, il voit son procès repoussé en raison de son état de santé et mourra un an plus tard.
Avec sa femme, Jean-Pierre Peyraud possédait une propriété de 200 hectares, le Château Romanin, acheté en 1988, à Saint-Rémy-de-Provence, dans les Bouches-du-Rhône, un domaine viticole dont la production bénéficie de l'AOC "Baux-de-Provence", où il crée la SCEA Château Romanin, dirigée par son homme de confiance David Hairion, futur fondateur de l’agence de conseil en communication et de global design Made in Mouse et de l’agence de communication pédagogique Les Apprentis.